# Lantana (Flórida)
Lantana é uma vila localizada no estado americano da Flórida, no condado de Palm Beach. Foi incorporada em 1921.

## Geografia
De acordo com o United States Census Bureau, a vila tem uma área de 7,4 km², onde 5,9 km² estão cobertos por terra e 1,5 km² por água.

### Localidades na vizinhança
O diagrama seguinte representa as localidades num raio de 8 km ao redor de Lantana.

## Demografia
Segundo o censo nacional de 2010, a sua população é de 10 423 habitantes e sua densidade populacional é de 1 757,35 hab/km². Possui 5 186 residências, que resulta em uma densidade de 874,38 residências/km².

## Geminações
- Lapua, Ostrobótnia do Sul, Finlândia [5]